# 采爾克尼察市鎮

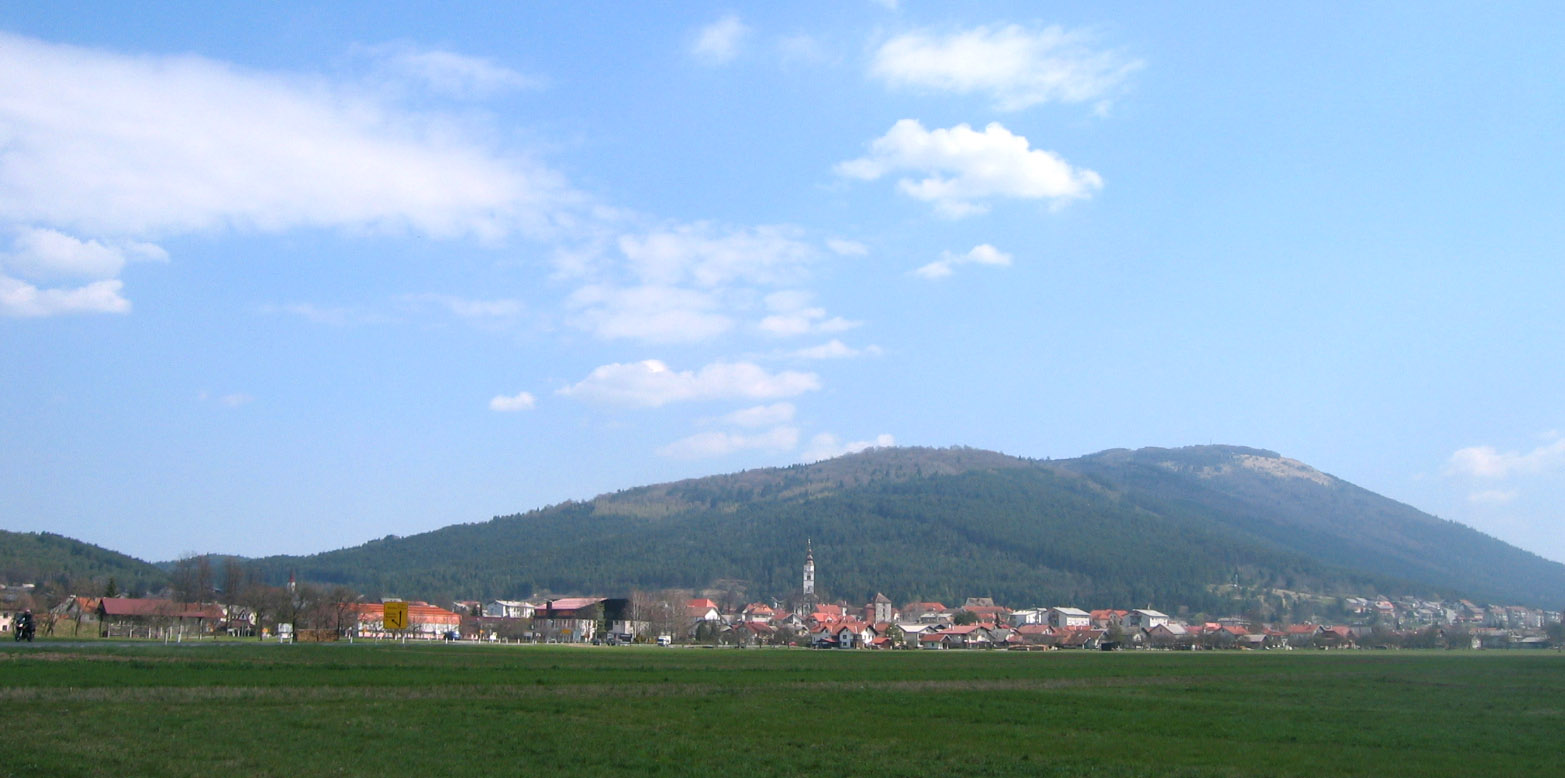
全景图

采爾克尼察市鎮在斯洛文尼亚的位置

45°48′N 14°22′E / 45.800°N 14.367°E
采爾克尼察市鎮，是斯洛文尼亞西南部的一個市镇，行政中心为采爾克尼察。傳統上屬於克拉尼斯卡地區。市镇面積为241平方公里，2012年人口数量为11,350，人口密度每平方公里47人。